# Nervilia
Nervilia Comm. ex Gaudich., 1829 è un genere di piante della famiglia delle Orchidacee. È l'unico genere della sottotribù delle Nerviliinae (sottofamiglia: Epidendroideae, tribù: Nervilieae).

## Descrizione
Il genere comprende piante erbacee geofite bulbose con fusti eretti che in talune specie possono raggiungere 1 m di altezza.
Hanno foglie cuoriformi, rotonde o ellittiche, con una rete di venature di colore verde chiaro; in autunno assumono una colorazione rossastra.
I fiori hanno sepali e petali di solito simili nella forma, di colore verde o marrone.

## Distribuzione e habitat
Le specie di questo genere si distribuiscono nelle aree tropicali e subtropicali di Africa, penisola arabica, Asia sud-orientale, Australia, Nuova Guinea e in alcune isole dell'oceano Pacifico.

## Tassonomia
Il genere Nervilia comprende le seguenti specie:

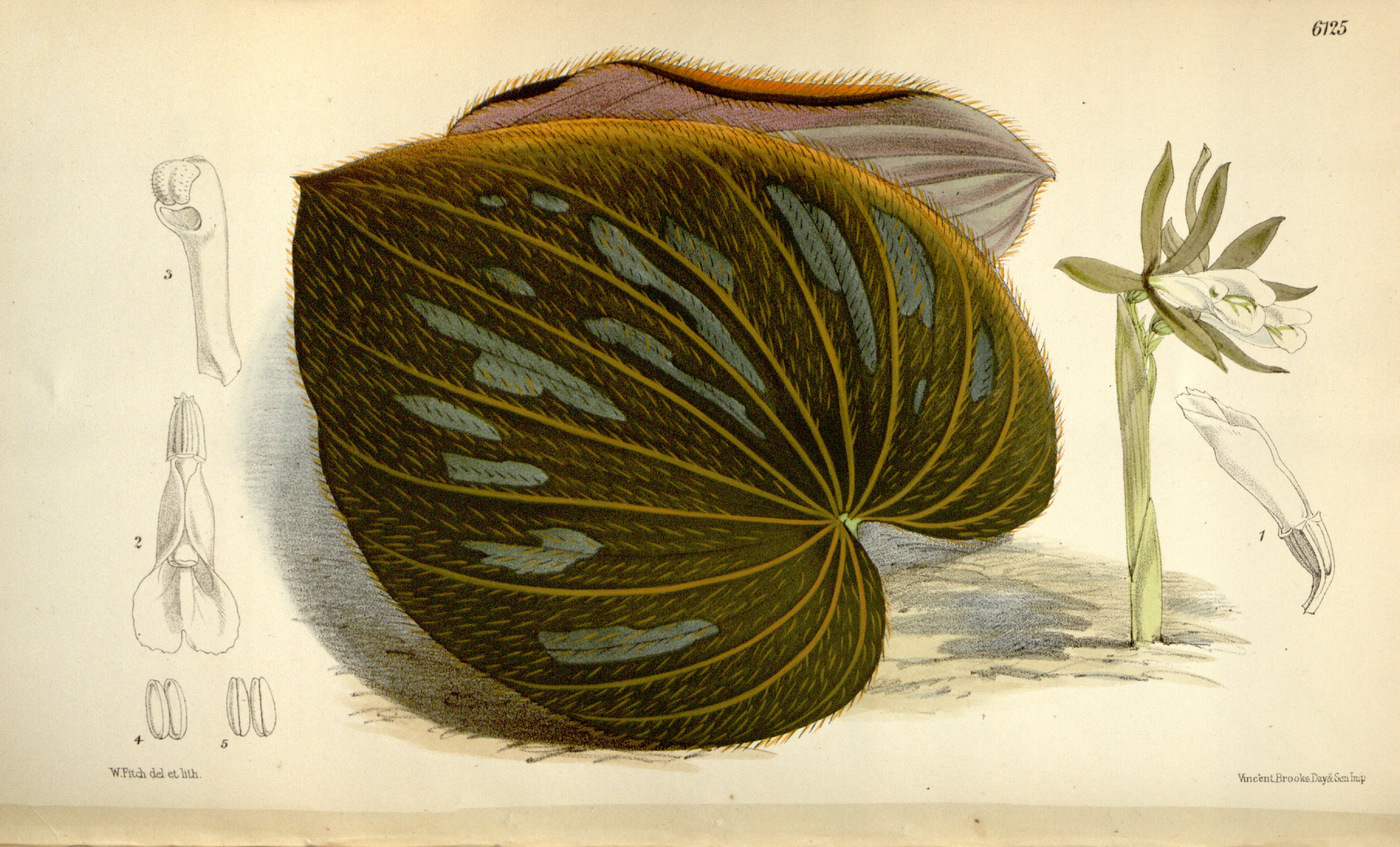
Nervilia plicata

- Nervilia acuminata (J.J.Sm.) Schltr., 1911
- Nervilia adolphi Schltr., 1915
- Nervilia affinis Schltr., 1924
- Nervilia alishanensis T.C.Hsu, S.W.Chung & C.M.Kuo
- Nervilia ballii G.Will., 1980
- Nervilia bandana (Blume) Schltr., 1911
- Nervilia beumeei J.J.Sm., 1927
- Nervilia bicarinata (Blume) Schltr., 1911
- Nervilia borneensis (J.J.Sm.) Schltr., 1911
- Nervilia brevilobata C.S.Leou, C.L.Yeh & S.W.Gale
- Nervilia concolor (Blume) Schltr., 1911
- Nervilia cumberlegii Seidenf. & Smitinand, 1965
- Nervilia dilatata (Blume) Schltr., 1911
- Nervilia falcata (King & Pantl.) Schltr., 1911
- Nervilia fordii (Hance) Schltr., 1911
- Nervilia fuerstenbergiana Schltr., 1911
- Nervilia futago S.W.Gale & T.Yukawa
- Nervilia gammieana (Hook.f.) Pfitzer, 1888
- Nervilia gleadowii A.N.Rao, 1992
- Nervilia gracilis Aver.
- Nervilia gammieana (Hook.f.) Pfitzer
- Nervilia gleadowii A.N.Rao
- Nervilia grandiflora Schltr., 1910
- Nervilia hirsuta (Blume) Schltr., 1911
- Nervilia hispida Blatt. & McCann, 1932
- Nervilia holochila (F.Muell.) Schltr., 1906
- Nervilia hookeriana (King & Pantl.) Schltr., 1911
- Nervilia ignobilis Tuyama, 1940
- Nervilia infundibulifolia Blatt. & McCann, 1932
- Nervilia jacksoniae Rinehart & Fosberg, 1991
- Nervilia juliana (Roxb.) Schltr., 1911
- Nervilia kasiensis S.W.Gale & Phaxays.
- Nervilia khaoyaica Suddee, Watthana & S.W.Gale
- Nervilia khasiana (King & Pantl.) Schltr., 1911
- Nervilia kotschyi (Rchb.f.) Schltr., 1911
- Nervilia lanyuensis S.S.Ying, 1989
- Nervilia leguminosarum Jum. & H.Perrier, 1912
- Nervilia lilacea Jum. & H.Perrier, 1911
- Nervilia linearilabia T.P.Lin
- Nervilia mackinnonii (Duthie) Schltr., 1911
- Nervilia macroglossa (Hook.f.) Schltr., 1911
- Nervilia macrophylla Schltr., 1911
- Nervilia maculata (E.C.Parish & Rchb.f.) Schltr., 1911
- Nervilia maliana Schltr., 1911
- Nervilia marmorata S.W.Gale, Suddee & Duangjai
- Nervilia multinervis Cavestro
- Nervilia muratana S.W.Gale & S.K.Wu
- Nervilia nipponica Makino, 1909
- Nervilia oxyglossa Fukuy., 1937
- Nervilia palawensis Schltr., 1921
- Nervilia pallidiflora Schltr., 1911
- Nervilia pangteyana Jalal, Kumar & G.S.Rawat
- Nervilia pectinata P.J.Cribb, 1977
- Nervilia peltata B.Gray & D.L.Jones, 1994
- Nervilia petaloidea Carr, 1933
- Nervilia petraea (Afzel. ex Sw.) Summerh., 1945
- Nervilia platychila Schltr., 1906
- Nervilia plicata (Andrews) Schltr., 1911
- Nervilia pudica (Ames) W.Suarez
- Nervilia punctata (Blume) Makino, 1902
- Nervilia ratis T.P.Lin & Y.N.Chang
- Nervilia renschiana (Rchb.f.) Schltr., 1911
- Nervilia sciaphila Schltr., 1911
- Nervilia septemtrionarius T.P.Lin
- Nervilia seranica J.J.Sm., 1928
- Nervilia shirensis (Rolfe) Schltr., 1911
- Nervilia similis Schltr., 1915
- Nervilia simplex (Thouars) Schltr.
- Nervilia stolziana Schltr., 1915
- Nervilia subintegra Summerh., 1938
- Nervilia tahanshanensis T.P.Lin & W.M.Lin
- Nervilia taitoensis (Hayata) Schltr., 1911
- Nervilia taiwaniana S.S.Ying, 1978
- Nervilia trangensis S.W.Gale, Suddee & Duangjai
- Nervilia trichophylla Fukuy., 1940
- Nervilia umenoi Fukuy., 1940
- Nervilia umphangensis Suddee, Rueangr. & S.W.Gale
- Nervilia uniflora (F.Muell.) Schltr., 1906
- Nervilia viridis S.W.Gale, Watthana & Suddee
- Nervilia winckelii J.J.Sm., 1918